# Aure Atika
Aure Atika (Estoril, 12 luglio 1970) è un'attrice francese.

## Biografia
Aure Atika nasce per puro caso ad Estoril, in Portogallo (dove la madre si trovava per assistere ad un concerto), nel 1970, figlia dell'infermiera, fotografa e regista marocchina Ode Atika Bitton (1941-1993), nata a sua volta in una famiglia di sarti ebrei originari di Casablanca, e di padre ignoto. Sua madre, stabilitasi al seguito della famiglia in Francia nel corso degli anni sessanta, in gioventù frequenta il groupe Zanzibar in seno alla Nouvelle Vague, ricoprendo anche una piccola parte nel film Out 1 (1971) di Jacques Rivette. Il suo nome significa "luce" in ebraico.
Viene cresciuta principalmente dai nonni materni a Parigi per via delle lunghe assenze della madre, da lei descritta come «un tipo bohémien», dovute ai suoi frequenti viaggi in Asia e alla sua tossicodipendenza. Studia diritto a Parigi e frequenta i corsi dell'École du Louvre.
Il suo primo film di successo è la commedia La verità sull'amore (1997), di cui ha recitato anche in due sequel. 
Esordisce in un ruolo drammatico in Tutta colpa di Voltaire (2000). Nel decennio seguente, alterna film comici (Agente speciale 117 al servizio della Repubblica - Missione Cairo) a parti più drammatiche (Tutti i battiti del mio cuore e Mademoiselle Chambon, per il quale è stata candidata al premio César per la migliore attrice non protagonista).

### Paternità
Sua madre le aveva sempre detto d'averla concepita, sotto l'effetto di LSD, con Michel Fournier (1945-2008), direttore della fotografia dei primi film di Philippe Garrel, col quale Atika riuscì a ricongiungersi qualche anno prima della sua morte; del resto, lo stesso Fournier soleva riferirsi all'attrice come sua figlia in alcune delle sue ultime interviste. Tuttavia quando, poco dopo la morte di questi, si fece avanti un'altra sua potenziale figlia, il test del DNA effettuato in comune rivelò che, a differenza di quest'altra donna, tra Atika e Fournier non vi fosse alcun grado di parentela biologica.

### Vita privata
Atika è stata sposata a lungo con Philippe Zdar dei Cassius, con cui ha avuto una figlia, Angelica (n. 2002).

## Filmografia parziale

### Cinema
- La verità sull'amore (La Vérité si je mens!), regia di Thomas Gilou (1997)
- Bimboland, regia di Ariel Zeitun (1998)
- Tutta colpa di Voltaire (La Faute à Voltaire), regia di Abdellatif Kechiche (2000)
- Cash Truck (Le Convoyeur), regia di Nicolas Boukhrief (2004)
- Le Clan, regia di Gaël Morel (2004)
- Le quattro porte del deserto, regia di Antonello Padovano (2004)
- Tutti i battiti del mio cuore (De battre mon cœur s'est arrêté), regia di Jacques Audiard (2005)
- Agente speciale 117 al servizio della Repubblica - Missione Cairo (OSS 117: Le Caire, nid d'espions), regia di Michel Hazanavicius (2006)
- Troppo bella! (Comme t'y es belle!), regia di Lisa Azuelos (2006)
- Peur(s) du noir - Paure del buio (Peur(s) du noir), regia di Blutch, Charles Burns, Marie Caillou, Pierre Di Sciullo, Lorenzo Mattotti e Richard McGuire (2007)
- Mademoiselle Chambon, regia di Stéphane Brizé (2009)
- JC comme Jésus Christ, regia di Jonathan Zaccaï (2011)
- Un'estate in Provenza (Avis de mistral), regia di Rose Bosch (2014)
- 10 jours sans maman, regia di Ludovic Bernard (2020)
- 10 jours encore sans maman, regia di Ludovic Bernard (2023)

### Televisione
- Premières neiges, regia di Gaël Morel – film TV (1999)
- Alice Nevers - Professione giudice (Le juge est une femme) – serie TV, episodio 3x01 (2005)
- Tsunami (Tsunami: The Aftermath) – miniserie TV, 2 puntate (2006)
- Mondo senza fine (World Without End) – miniserie TV, 7 puntate (2012)
- The Night Manager – miniserie TV, 2 puntate (2016)
- Jonas, regia di Christophe Charrier – film TV (2018)
- Black Earth Rising – serie TV, episodi 1x03-1x04 (2018)

## Riconoscimenti
- Premio César
  - 2010 – Candidatura alla migliore attrice non protagonista per Mademoiselle Chambon